# Colli Bolognesi Pinot Bianco Monte San Pietro
Le Colli Bolognesi Pinot Bianco Monte San Pietro est un vin blanc italien de la région Émilie-Romagne doté d'une appellation DOC depuis le 29 mai 1975. Seuls ont droit à la DOC les vins récoltés à l'intérieur de l'aire de production définie par le décret.

## Aire de l'appellation
La sous-zone « Monte San Pietro » est définie par intégralité de la commune de Monte San Pietro, dans la province de Bologne.

## Caractéristiques organoleptiques
- couleur: jaune paille plus ou moins claire avec des reflets verdâtres
- odeur:  délicat, caractéristique
- saveur :  sèche ou légèrement aimable,  harmonique, agréablement vif

Le Colli Bolognesi Pinot Bianco Monte San Pietro se déguste à une température de 8 à 10 °C. Le vin est à boire jeune.

## Production
Province, saison, volume en hectolitres :
- pas de données disponibles